# محوطه زرنشین بویه
محوطه زرنشین بویه مربوط به دوران پیش از تاریخ ایران باستان است و در شهرستان املش، بخش رانکوه، روستای بویه واقع شده و این اثر در تاریخ ۲ آبان ۱۳۸۲ با شمارهٔ ثبت ۱۰۶۴۴ به‌عنوان یکی از آثار ملی ایران به ثبت رسیده است.